# Rudolf Hacker
Rudolf Hacker (5. listopadu 1859 Želeč u Tábora – 23. února 1919 Pouchov) byl český lesník, lesní školkař a vynálezce.

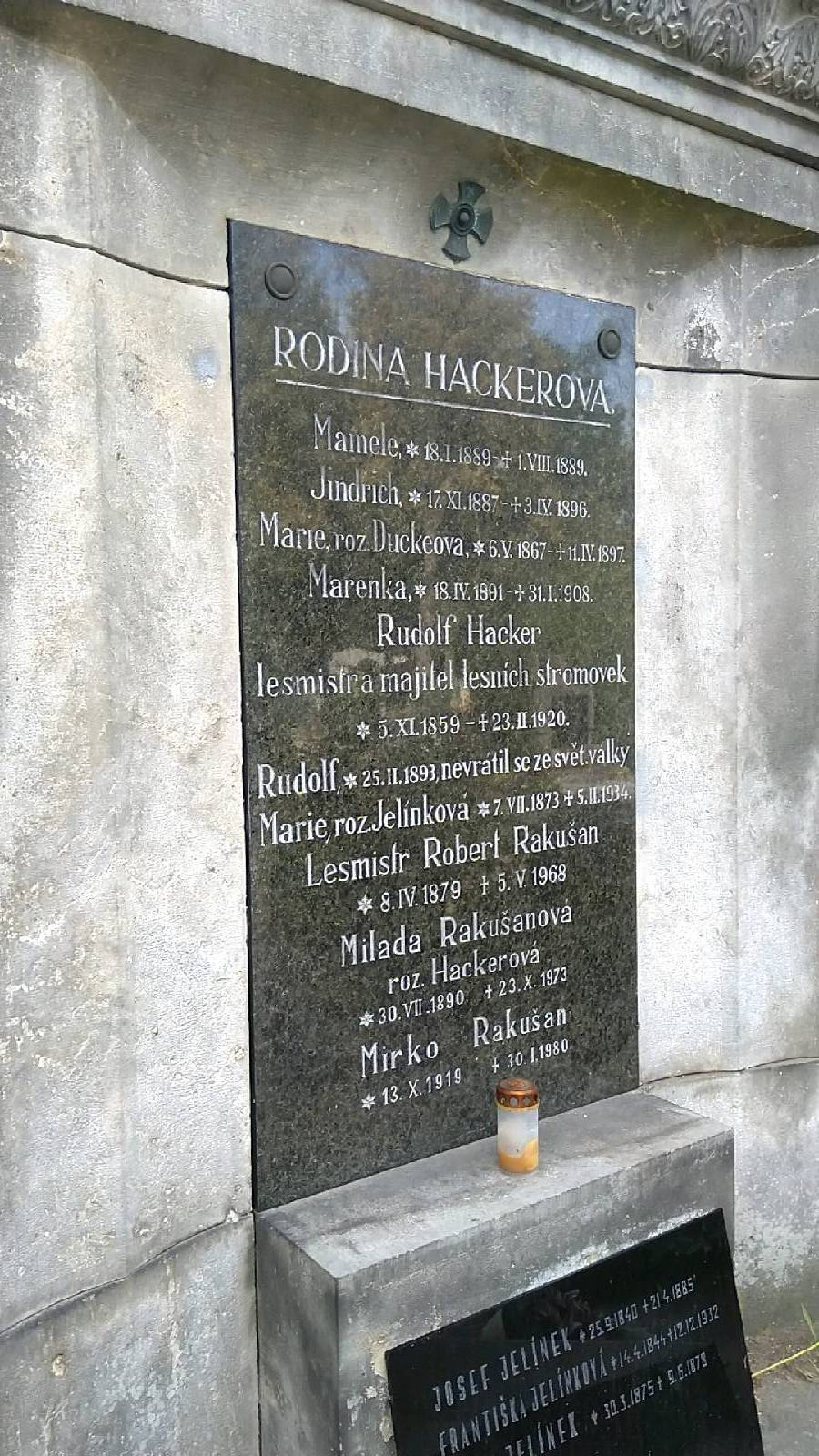
Detail náhrobního kamene na hrobu rodiny Hackerovy, ve kterém je pohřben Rudolf Hacker s rodinou včetně Roberta Rakušana

## Život
Narodil se 5. listopadu 1859 v Zelči u Tábora. Jeho otec byl lesmistrem. Po absolvování pěti tříd reálky vstoupil do lesnické praxe u svého otce a následně navštěvoval vyšší lesnický ústav v Bělé pod Bezdězem, který absolvoval v roce 1878. Pak vystřídal několik lesnických míst v Čechách (Zderaniny, Dobrá u Kladna, Chudoslavice u Litoměřic), z nichž nejvýznamnějším bylo to na státním velkostatku v Cerekvici u Hořic, odkud odešel v roce 1903 do výslužby. V té době, tj. v roce 1906 (jiné prameny uvádějí roky 1900 nebo 1903), založil v Pouchově u Hradce Králové rozsáhlé lesní školky, jež se staly známé především svým šlechtitelstvím a roční produkcí 15 milionů sazenic. Měl několik dcer a jednoho syna, který padl v 1. světové válce. Zemřel 23. února 1920 v Pouchově a jeho podnik převzal jeho zeť Robert Rakušan (1879–1968). Ten uctil tchánovu památku tím, že v roce 1930 nechal postavit kamenný pomník v místech, kde byly založeny první záhony této lesní školky.
Zemřel roku 1920 a byl pohřben na hřbitově v Pouchově.

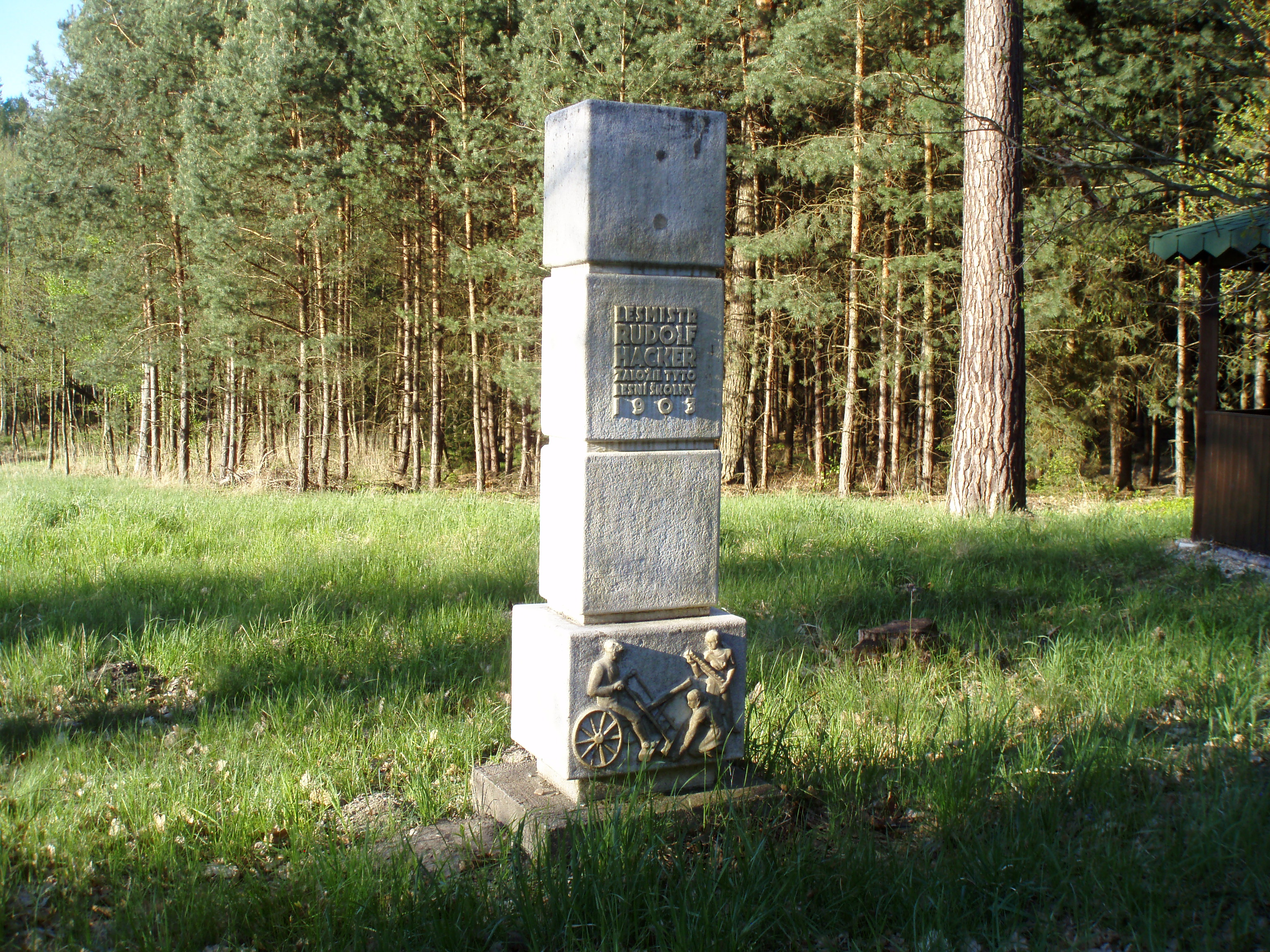
Pomník Rudolfa Hackera (Nový Hradec Králové)

## Činnost
Hacker byl neobyčejně velkým znalcem v oboru obnovy lesa. Z tohoto důvodu je cenný jeho deník, který si vedl od svých 18 let do roku 1893. 2. srpna 1910 referoval na lesnickém sjezdu v Hradci Králové o zavádění cizokrajných dřevin v Čechách. Zabýval se původem lesního semene, o němž v červnu 1913 přednášel ve svém referátu „Zavedení kontroly o původu semene jehličin“ i na mezinárodním XXV. rakouském lesnickém kongresu ve Vídni. Byl též literárně a veřejně činný, mj. byl v letech 1917–1919 předsedou královéhradeckého okrašlovacího spolku. Napsal díla Praktické lesní účetnictví, Lesní hospodářská kniha (1898), Návrh pro neodborníky na zakládání lesů sázením sazenic (1912). Mimoto přispíval do českých i německých časopisů, zejm. do Öst. Forstzeitung.
Známý byl také jako představitel intenzivní lesní probírky. Z tohoto důvodu vypracoval na ploškovickém velkostatku projekt lesních silnic pro hornatý a neobyčejně obtížný terén, který též zčásti realizoval.
Více známé byly jeho školkařské vynálezy, zejména Hackerův školkovací stroj z roku 1882 a vylepšený o 6 let později. Jeho základem bylo zavěšovat sazenice volně do sázidel a zasadit je rázem v celých řadách do otevřené rýhy. V roce 1886 sestrojil také secí strojek pro školky a les a současně zkonstruoval secí prkénko k vytlačování vypouklých rýh. Roku 1892 zavedl do praxe tzv. malý školkovací stroj s ručními hráběmi, určený pro práci v menších školkách. V nákresech se dochovala i řada dalších zlepšení a vynálezů, např. návrh na zjednodušení lanového smyku, návrh plečky na kolečkách, sázecí motyčky, balicího stroje, stroje na zasypávání semen, kartáče na první pletí.